# Dittingen
Dittingen je obec ve švýcarském kantonu Basilej-venkov. Žije zde 729 obyvatel.

## Geografie
Dittingen se nachází v bočním údolí údolí Laufental v nadmořské výšce kolem 400 metrů na jižním svahu masivu Blaueberg. Jižní hranici obce tvoří řeka Birs.

## Historie

Letecký pohled (1922)

První zmínka o obci pochází zpřed roku 1300. Název Tittingen je následně znovu připomínán v roce 1435. Od roku 1462 patřila obec basilejskému biskupovi. V roce 1792 vtrhli Francouzi do Laufentalu a Nenzlingen patřil nejprve k Rauracké republice a od roku 1793 k départementu Mont-Terrible. V roce 1815 se obec rozhodnutím Vídeňském kongresu stala součástí Švýcarska a byla přiřazena do kantonu Bern. V otázce změny kantonu pro okres Laufen obec v obou hlasováních v letech 1983 a 1989 odsouhlasila připojení ke kantonu Basilej-venkov. Změna vstoupila v platnost v roce 1994.
V kostele svatého Mikuláše se nachází řada vitráží od Hanse Stockera.

## Obyvatelstvo
| Vývoj počtu obyvatel | Vývoj počtu obyvatel | Vývoj počtu obyvatel | Vývoj počtu obyvatel | Vývoj počtu obyvatel | Vývoj počtu obyvatel | Vývoj počtu obyvatel | Vývoj počtu obyvatel | Vývoj počtu obyvatel | Vývoj počtu obyvatel | Vývoj počtu obyvatel | Vývoj počtu obyvatel | Vývoj počtu obyvatel |
| -------------------- | -------------------- | -------------------- | -------------------- | -------------------- | -------------------- | -------------------- | -------------------- | -------------------- | -------------------- | -------------------- | -------------------- | -------------------- |
| Rok                  | 1771                 | 1850                 | 1870                 | 1900                 | 1930                 | 1950                 | 1960                 | 1970                 | 1980                 | 1990                 | 2000                 |                      |
| Počet obyvatel       | 151                  | 326                  | 326                  | 356                  | 455                  | 557                  | 560                  | 709                  | 630                  | 612                  | 686                  |                      |

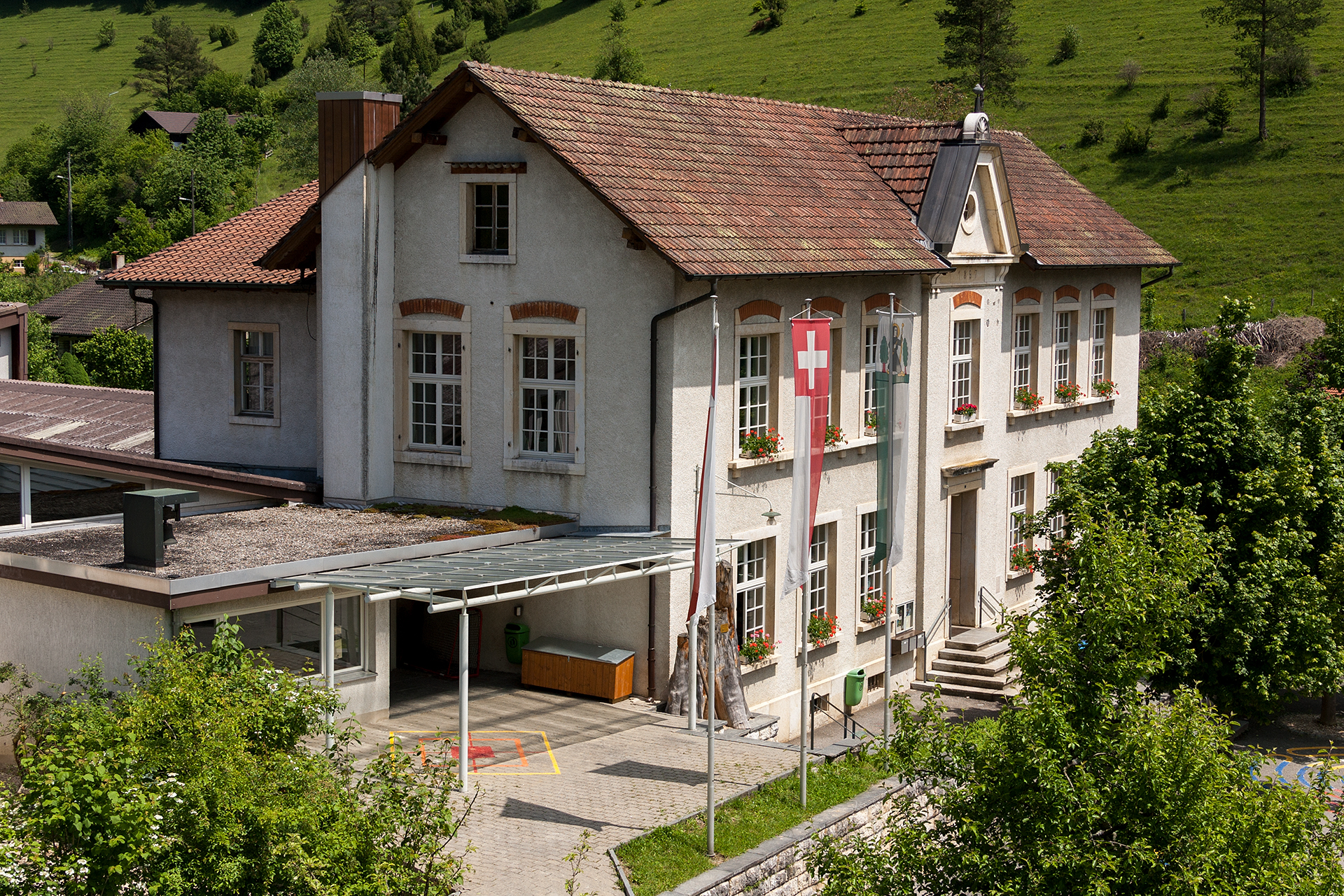
Škola

Z celkového počtu obyvatel je 92,4 % německy mluvících, 2,2 % albánsky mluvících a 2,0 % španělsky mluvících (k roku 2000). V roce 2008 v obci žilo 10,7 % cizinců.

## Doprava
Do obce vede pouze vedlejší silnice, vycházející z kantonální hlavní silnice č. 18 (Basilej–Laufen).
Železniční trať Basilej–Delémont prochází několik kilometrů od obce a jezdí po ní v pravidelném intervalu vlaková linka S3 basilejské S-Bahn. Do Laufenu jezdí z Dittingenu autobusová linka Postauto.